# Ашикур
Ашикур (фр. Achicourt) насеље је и општина у североисточној Француској у региону Север-Па д Кале, у департману Па де Кале која припада префектури Арас.
По подацима из 2011. године у општини је живело 8.045 становника, а густина насељености је износила 1354,38 становника/km². Општина се простире на површини од 5,94 km². Налази се на средњој надморској висини од 72 метара (максималној 101 m, а минималној 60 m).

## Демографија
| 1962. | 1968. | 1975. | 1982. | 1990. | 1999. | 2011. |
| ----- | ----- | ----- | ----- | ----- | ----- | ----- |
| 5.186 | 5.188 | 7.433 | 7.795 | 7.959 | 7.695 | 8.045 |

График промене броја становника у току последњих година

## Партнерски градови
- Идар-Оберштајн